# Franciscoloa pallida
Franciscoloa pallida är en insektsart som först beskrevs av Piaget 1880.  Franciscoloa pallida ingår i släktet Franciscoloa och familjen spolätare. Inga underarter finns listade i Catalogue of Life.